# Cooperativa del Camp (Cervià de les Garrigues)
Cooperativa del Camp és un edifici molt gran de dos pisos amb façanes d'estil diferenciat. La part més vella és d'estil noucentista, la part nova, més aviat de tipus eclèctic. Construït el 1919, té les façanes arrebossades i els maons vistos a manera de marc per a les obertures. Aquestes són grans a la planta baixa i més petites al primer pis i disposades per parelles, totes són arcs de mig punt. Les façanes amb el portal d'accés es caracteritzen per ser més elevades que la resta, i per l'acabament esglaonat i ondulant. El 1914 s'aprova el reglament del sindicant, aleshores només es venien adobs per als socis; és ja el 1918 quan comença a funcionar. Era una de les cooperatives que més producció d'oli tenia de tota la comarca. El primer molí era d'una premsa que amb el temps s'amplià. El 1958, es posa una extractora d'oli i s'amplia la maquinària. El 1989, es fa l'engrandiment final amb la substitució de la maquinària, ara més moderna. Des d'aquest any, s'abandona la producció vinícola. En dependències annexes, trobem magatzems per als adobs i altres productes químics.